# Louis Chamniern Santisukniram
Louis Chamniern Santisukniram (ur. 30 października 1942 w Nonseng) – tajski duchowny katolicki, arcybiskup Thare i Nonseng w latach 2005–2020.

## Życiorys
Święcenia kapłańskie otrzymał 17 maja 1970 z rąk papieża Pawła VI.

## Episkopat
5 listopada 1998 papież Jan Paweł II mianował go biskupem Nakhon Sawan. Sakry biskupiej udzielił mu 23 stycznia 1999 ówczesny arcybiskup Bangkoku - Michael Michai Kitbunchu. 1 lipca 2005 roku został mianowany przez papieża Benedykta XVI arcybiskupem Thare i Nonseng. Urząd ten objął 20 sierpnia 2005 roku.
13 maja 2020 przeszedł na emeryturę. 